# Jacquemontia velutina
Jacquemontia velutina är en vindeväxtart som beskrevs av Jacques Denys Denis Choisy. Jacquemontia velutina ingår i släktet Jacquemontia och familjen vindeväxter. Inga underarter finns listade i Catalogue of Life.